# Élections municipales de 2026 à Tours
Pour des articles plus généraux, voir Élections municipales françaises de 2026 et Élections municipales de 2026 en Indre-et-Loire.
Les élections municipales de 2026 à Tours auront lieu en mars 2026. Elles visent au renouvellement du conseil municipal et du conseil métropolitain de Tours Métropole Val de Loire.

## Modalités du scrutin

### Dates
Ces élections se tiendront en mars 2026, les dates précises seront annoncées par décret au moins 3 mois avant le scrutin.

### Mode de scrutin
L'élection des conseillers municipaux et métropolitains se déroule selon un scrutin de liste à deux tours avec prime majoritaire : les candidats se présentent en listes complètes avec la possibilité de deux candidats supplémentaires. Lors du vote, on ne peut faire ni adjonction, ni suppression, ni modification de l'ordre de présentation des listes. Chaque bulletin de vote comporte deux listes : une liste de candidats aux seules élections municipales et une liste de ceux également candidats au conseil métropolitain.
Le nombre de sièges à pourvoir au conseil municipal de Tours correspond à celui des communes dont la population est comprise entre 100 000 et 150 000 habitants, soit 55 sièges. Les conseillers municipaux sont élus au suffrage universel direct pour une durée de mandat de six ans. L'élection se termine au premier tour en cas de majorité absolue. Le cas échéant, un second tour a lieu. Les listes qui ont obtenu au moins 10 % des suffrages exprimés au premier tour peuvent se présenter au second. Les candidats des listes qui ont obtenu plus de 5 % des suffrages exprimés au premier tour peuvent rejoindre une autre liste.
La liste ayant obtenu le plus de voix se voit attribuer la moitié des sièges, arrondie à l'entier supérieur si nécessaire. Ainsi, la liste majoritaire obtiens automatiquement 28 sièges. Les 27 sièges restants sont attribués à la représentation proportionnelle à la plus forte moyenne aux listes ayant obtenu au moins 5 % des suffrages exprimés au second tour (ou au premier tour en cas de tour unique).

## Contexte

### Scrutin précédent
Les élections municipales de 2020 ont été marquées par une abstention massive en raison de la pandémie de Covid-19, la participation lors du 1er tour s'étant effondrée de 52 % en 2014 à 33 % en 2020.
Sur le plan local, la liste d'union de la gauche menée par Emmanuel Denis parvient à reprendre la mairie au maire sortant Christophe Bouchet en emportant 43 sièges. 
La liste du maire sortant, soutenue par le Mouvement radical, les Républicains et l'UDI, à laquelle s'est greffée la liste la République en Marche de Benoist Pierre au 2d tour, parvient à obtenir les 12 sièges restants.
Enfin, le Rassemblement national ne parvient pas à conserver ses 2 sièges, la liste n'ayant pas atteint les 10 % au 1er tour et n'ayant pas fusionné avec une autre liste pour le 2d.

## Candidatures déclarées
Le 13 mai 2025, Aleksandar Nikolic, conseiller régional et député européen, annonce être le candidat du Rassemblement national pour les prochaines municipales.
Le 21 mai, Pierre Jouan est désigné pour être le chef de fil des communistes lors des élections à venir.

## Sondages
Tout sondage d'opinion est affecté par une marge d'erreur.
Une couleur arbitraire est associée à chaque institut de sondage ; ces couleurs sont une aide visuelle et ne correspondent pas à une tendance politique.

## Résultats
|                          |                    |       |              |              |             |             |        |        |  |
| Tête de liste            | Tête de liste      | Liste | Premier tour | Premier tour | Second tour | Second tour | Sièges | Sièges |  |
| Tête de liste            | Tête de liste      | Liste | Voix         | %            | Voix        | %           | CM     | CC     |  |
|                          | Pierre Jouan       | PCF   |              |              |             |             |        |        |  |
|                          |                    |       |              |              |             |             |        |        |  |
|                          | Aleksandar Nikolic | RN    |              |              |             |             |        |        |  |
|                          |                    |       |              |              |             |             |        |        |  |
|                          |                    |       |              |              |             |             |        |        |  |
| Votes valides            |                    |       |              |              |             |             |        |        |  |
| Votes blancs             |                    |       |              |              |             |             |        |        |  |
| Votes nuls               |                    |       |              |              |             |             |        |        |  |
| Total                    | Total              | Total |              | 100          |             | 100         | 55     | 38     |  |
| Abstention               |                    |       |              |              |             |             |        |        |  |
| Inscrits / participation |                    |       |              |              |             |             |        |        |  |